# Cumbre Estados Unidos-Rusia de 2021
La cumbre Estados Unidos-Rusia de 2021, denominada Ginebra 2021 o cumbre Biden-Putin, fue una reunión en la cumbre entre el presidente estadounidense Joe Biden y el presidente ruso Vladímir Putin el 16 de junio de 2021 en Ginebra, Suiza.

## Antecedentes
Antes de la cumbre, Biden y Putin se habían reunido una vez, en Moscú en marzo de 2011, cuando Biden era vicepresidente y Putin era primer ministro. Después de una reunión de grupo oficial que Biden caracterizó en sus memorias como "argumentativa", él y Putin se reunieron en privado, y Biden dijo "Sr. Primer Ministro, lo estoy mirando a los ojos". Como vicepresidente, Biden había instado al presidente ucraniano Petro Poroshenko a eliminar intermediarios como el oligarca ucraniano Dmytry Firtash de la industria del gas natural del país y a reducir la dependencia del país de las importaciones de gas natural ruso. Firtash ha dicho que fue instalado como intermediario por el jefe del crimen organizado ruso nacido en Ucrania Semion Mogilevich; Según los informes, Putin aceptó el nombramiento.  Desde 2014, Firtash ha estado luchando contra la extradición a los Estados Unidos bajo una acusación federal. Él y otros ucranianos pro-Rusia estuvieron implicados en los esfuerzos de Rudy Giuliani y sus asociados para buscar información que pudiera dañar las perspectivas presidenciales de Biden en 2020.  Estos esfuerzos son objeto de dos investigaciones federales en curso por parte de las oficinas de los fiscales estadounidenses de Manhattan y Brooklyn.
La comunidad de inteligencia de Estados Unidos informó en marzo de 2021 que los agentes de inteligencia rusos habían estado difundiendo narrativas de supuesta corrupción sobre Biden, su hijo Hunter Biden y Ucrania desde al menos 2014. Dos meses antes de la cumbre, la administración Biden tomó medidas para castigar a Rusia por actividades hostiles como la interferencia en las elecciones presidenciales de 2016 y 2020. El asesor de seguridad nacional Jake Sullivan dijo que las medidas incluían "una combinación de herramientas visibles y no visibles", incluidas sanciones financieras.
En mayo de 2021, la administración Biden renunció a las sanciones de CAATSA a la compañía detrás del gasoducto Nord Stream 2 de Rusia a Alemania y su director ejecutivo. El viceministro de Relaciones Exteriores de Rusia, Sergei Ryabkov, dio la bienvenida a la medida como "una oportunidad para una transición gradual hacia la normalización de nuestras relaciones bilaterales". En declaraciones al personal militar estadounidense en Gran Bretaña de camino a la cumbre, Biden dijo: "No buscamos un conflicto con Rusia. Queremos una relación estable y predecible.
He sido claro: Estados Unidos responderá de una manera sólida y significativa. si el gobierno ruso se involucra en actividades dañinas". Agregó que "se reunirá con Putin para hacerle saber lo que quiero que sepa". Al reunirse con los aliados de la OTAN en Bruselas dos días antes de la cumbre, Biden refutó una afirmación del presidente ucraniano Volodymyr Zelensky de que la OTAN había acordado admitir a Ucrania en la alianza. La lealtad de Ucrania ha sido un tema persistentemente polémico entre Rusia y los Estados Unidos. ".
En la víspera de la cumbre, Biden mantuvo su decisión de no participar en una conferencia de prensa conjunta posterior a la cumbre con Putin, siguiendo el consejo de los expertos rusos para evitar el deseo de Putin de parecer que había superado a Biden.

## Agenda
Se esperaba que la cumbre estableciera la dirección de la relación entre Rusia y la administración Biden. Fue el primer encuentro cara a cara entre los dos hombres desde que Biden asumió el cargo en enero. Sin embargo, los funcionarios de ambos países minimizaron de antemano las posibilidades de un avance dramático en las relaciones. De gran importancia en la agenda anticipada fueron las conversaciones sobre el control de armas nucleares. En junio de 2021, el asesor de seguridad nacional de Biden, Jake Sullivan, dijo que "lo que buscamos es que los dos presidentes puedan enviar una señal clara a sus equipos sobre cuestiones de estabilidad estratégica para que podamos avanzar en el ámbito armamentístico". control y otras áreas nucleares para reducir la tensión y la inestabilidad en ese aspecto de la relación".
Biden dijo antes de la cumbre que plantearía la cuestión de los derechos humanos. Se esperaba que esto incluyera potencialmente el envenenamiento y encarcelamiento del líder de la oposición rusa Alexei Navalny. También se esperaba que se discutiera la ciberseguridad, ya que en los últimos años tanto Rusia como Estados Unidos han violado repetidamente un pacto de 25 naciones para no atacar la infraestructura de otras naciones en tiempos de paz o proteger a los ciberdelincuentes. Se esperaba que otros temas de debate incluyesen la injerencia en las elecciones y la soberanía de Ucrania. Sobre la base de llamadas telefónicas anteriores entre los dos hombres, los funcionarios estadounidenses planearon prolongar las conversaciones.
Rusia dijo que esperaba discutir la pandemia de COVID-19, los conflictos globales, el terrorismo y la reducción del número de armas nucleares. Los dos líderes acordaron en enero extender por cinco años el tratado de no proliferación nuclear New START. En el período previo a la cumbre, numerosas organizaciones locales anunciaron manifestaciones. Las autoridades de Ginebra se negaron a emitir permisos de concentración en varios casos, lo que generó críticas, argumentando que la denegación era una violación de los derechos fundamentales a nivel político. La cumbre se celebró en la histórica Villa la Grange, un edificio del siglo XVIII con vistas al lago de Ginebra. La policía y los soldados suizos cerraron los parques que rodeaban la villa en el período previo al evento, instalando barricadas y alambre de púas.

## Reunión de sesiones
Las charlas tuvieron una duración total de tres horas y media, que fue menos tiempo del programado. Biden le dio a Putin un par de gafas de sol hechas a medida y una escultura de cristal de un bisonte como obsequio. La primera sesión fue una pequeña reunión con la asistencia de Blinken y Lavrov. La segunda sesión incluyó más ayudantes.

### Temas tratados
Se llegó a un acuerdo para iniciar diálogos sobre controles de armas nucleares y ciberseguridad. Rusia y Estados Unidos también se devolverán embajadores entre sí. Sin embargo, no hubo avances en los problemas de Ucrania y el encarcelamiento de Navalny.